# Sartoris
Sartoris è il terzo romanzo dello scrittore statunitense e Premio Nobel per la letteratura William Faulkner. L'opera, pubblicata nel 1929, narra la decadenza dell'aristocrazia nel Mississippi a seguito dei grandi cambiamenti sociali che seguirono la prima guerra mondiale. La storia attraversa la vita di una famiglia dopo la morte del patriarca, il colonnello John Sartoris.
Questo libro introduce molti personaggi che saranno poi i protagonisti di molte delle sue opere più famose, come L'urlo e il furore (1929), Mentre morivo (1930), Santuario (1931) e Luce d'agosto (1932) ed è ambientato nella contea immaginaria di Yoknapatawpha, dove Faulkner ambientò molte delle sue opere.
Il testo fu pubblicato nella sua interezza solo nel 1973 col nuovo titolo di Flags in the Dust, quando la stampa della versione Sartoris, tagliata di circa 40 000 parole dal redattore, fu abbandonata.

## Edizioni italiane

### Edizioni diSartoris
- Sartoris, trad. Filiberto Storoni, Milano-Roma, Jandi-Sapi, 1946.
- Sartoris, trad. Maria Stella Ferrari, Milano, Garzanti, 1955, 1964, 1975.

### Edizioni diBandiere nella polvere
- Bandiere nella polvere, trad. Pier Francesco Paolini, a cura e con un'Introduzione di Douglas Day, Prefazione di Agostino Lombardo, con una nota di Mario Materassi, Milano, Bompiani, 1984, 1987, 1989, 1996.
- Bandiere nella polvere, traduzione di Carlo Prosperi condotta sull'edizione integrata a cura di Noel Polk, Collana Oceani, Milano, La nave di Teseo, 2021, ISBN 978-88-346-0362-8.